# 拿答

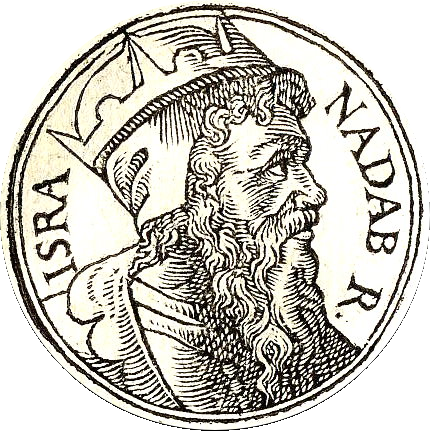

拿答（希伯來語：‎，？—前909年）天主教譯為納達布，是古代中東國家北以色列王國的第二任君主。他的父親是耶羅波安一世（《列王紀上》第14章第20节参）。

## 登年早期
拿答在位的年期，目前歷史上有兩種講法：
1. 費毅榮（英语：Edwin R. Thiele）認為是從前909年到前908年；
2. 威廉·奧爾布賴特（英语：William F. Albright）認為是從前901年到前900年。

## 聖經相關章節
- 《列王紀上》第15章25-31節